# Konkossé
Konkossé är en ort i Burkina Faso.   Den ligger i regionen Centre-Sud, i den centrala delen av landet, 60 km söder om huvudstaden Ouagadougou. Konkossé ligger 334 meter över havet och antalet invånare är 142.
Terrängen runt Konkossé är platt. Närmaste större samhälle är Tuili, 11,1 km norr om Konkossé.
Omgivningarna runt Konkossé är en mosaik av jordbruksmark och naturlig växtlighet. Runt Konkossé är det ganska tätbefolkat, med 104 invånare per kvadratkilometer.